# فلکه

حرکت در یک فلکه در رانندگی دست راست؛ به گردش پادساعتگرد توجه کنید

حرکت در یک فلکه در رانندگی دست چپ؛ به گردش ساعتگرد توجه کنید

فَلَکه به گونه‌ای از برخوردگاه راه‌ها گفته می‌شود که در آن جریان ترافیک به دور یک نقطه مرکزی به گردش در می‌آید.
در میانهٔ یک فلکه معمولاً روگاهی ساخته می‌شود که بر روی آن یک پیاده‌روی مدور، باغچه یا چمنزار و گاه تندیس‌های نمادین ساخته می‌شود.
آمار نشان می‌دهد که تصادفات در فلکه‌ها کمتر از تقاطع‌های چهارراهی است.

## فلکه‌های معروف ایران
- فِلِکه فیض اصفهان
- فلکه ساعت اهواز
- فلکه دوم صادقیه تهران
- فلکه ستاد شیراز
- فلکه گاز شیراز
- فلکه‌های تهران‌پارس تهران
- فلکه ضد مشهد
- فلکه هفده شهریور
- فلکه بارنج تبریز
- فلکه چهارشیر
- فلکه تهرانقدیم قزوین
- فلکه پنج‌نخل
- فلکه مینودر قزوین